# Scud
O Scud é um míssil balístico  móvel, de origem soviética, com curto alcance.  O míssil é derivado do foguete alemão V–2 da época da Segunda Guerra Mundial, sendo utilizado em plena Guerra Fria por membros do Pacto de Varsóvia ou seus aliados. É também conhecido pelas seguintes designações: R-11 (primeira versão), R-17, 9k72 Elbrus, 9K14, SS-1.

## Variantes

### Scud-A
Alcance de 130 km, usado na década de 1950 e 1960 pela URSS.

### Scud-B
Alcance de 300 km, usado em meados da década de 1960 pela URSS, ainda em uso em alguns países. Com uma ogiva de 1.000 kg.

### Scud-C
Alcance de 500 km, usado em meados da década de 1960 pela URSS, com uma ogiva menor do que o Scud-B em torno de 500 a 800 kg. Ainda em uso por alguns paises.

### Scud-D
Alcance de 700 km, usado na década de 1980 pela URSS, com um sistema de navegação e precisão mais apurados que as variantes anteriores.

## Uso operacional

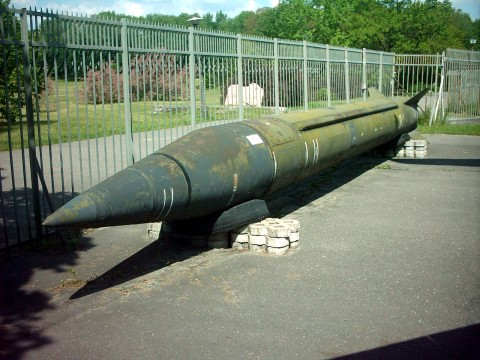
Míssil polaco wz. 8K14 do sistema R-17 (SS-1c Scud-B).

O míssil Scud (incluindo as variantes) é um dos poucos mísseis balísticos em uso em combates reais, perdendo apenas para o V-2 em termos de lançamentos em combate (o OTR-21 Tochka, MGM-140 ATACMS e o 9K720 Iskander sendo os únicos outros mísseis balísticos disparados em ação). O primeiro uso de mísseis Scud registrado em combate foi durante a Guerra do Yom Kippur, em 1973, quando um pequeno número foi usado pelo Egito contra Israel. A Líbia respondeu a ataques aéreos dos EUA em 1986, ao disparar dois mísseis Scud em uma estação de navegação da Guarda Costeira dos Estados Unidos, na vizinha ilha italiana de Lampedusa, errando o alvo. Mísseis Scud foram usados em vários conflitos regionais que incluíram o uso pelos soviéticos e as forças comunistas afegãs no Afeganistão, e iranianos e iraquianos um contra o outro na assim chamada "Guerra das Cidades" durante a Guerra Irã-Iraque. Scuds foram utilizados pelo Iraque durante a Guerra do Golfo contra Israel e alvos da coalizão na Arábia Saudita.
Mais de uma dúzia de Scuds foram disparados do Afeganistão contra alvos no Paquistão em 1988. Houve também um pequeno número de mísseis Scud utilizados na Guerra Civil do Iêmen de 1994, pelas forças russas na Chechênia em 1996 e em diante, e alguns usos menores na Guerra Civil Líbia de 2011.

### Guerra Irã-Iraque

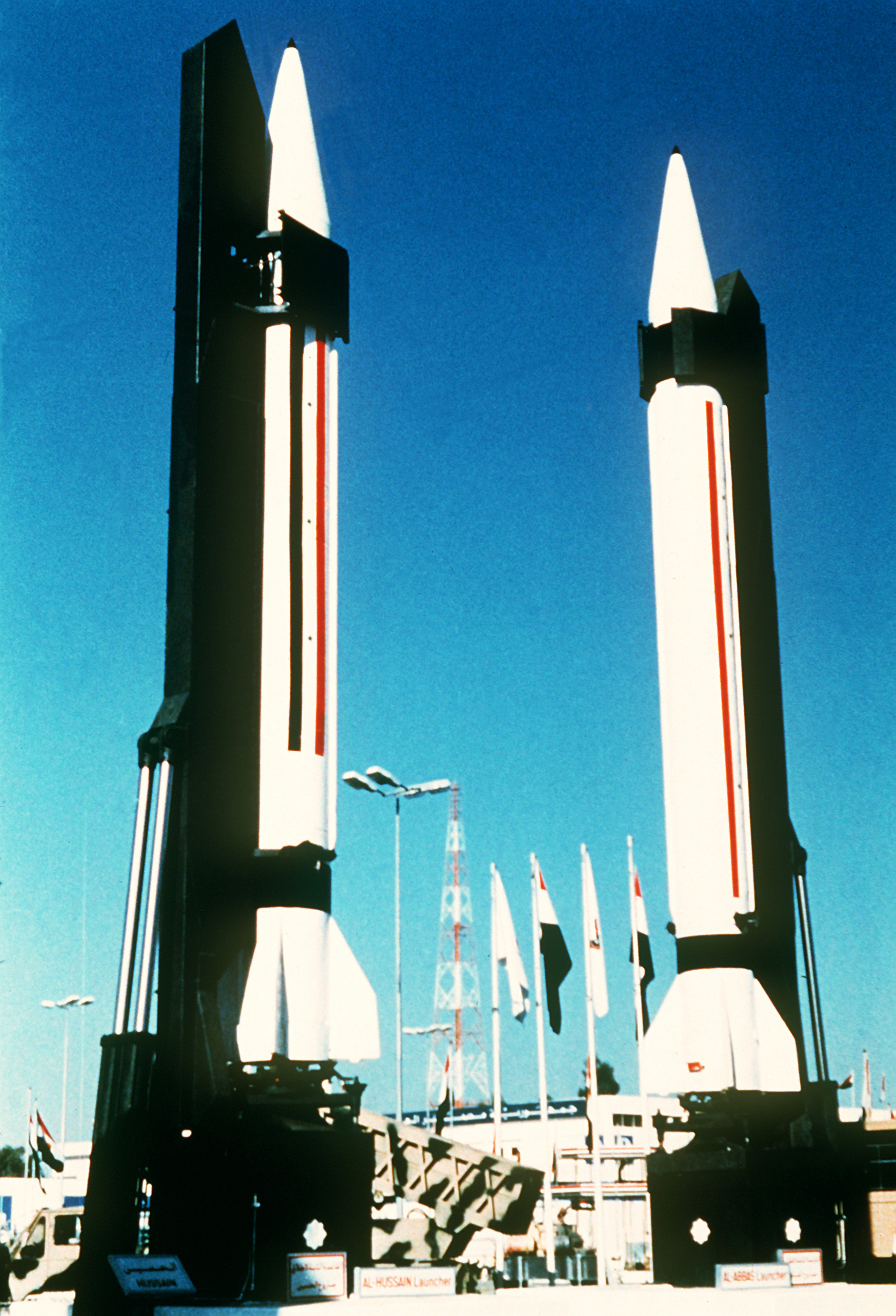
Mísseis Al Hussein, a variante iraquiana do Scud.

O Iraque foi o primeiro a utilizar mísseis balísticos durante a Guerra Irã-Iraque, disparando um número limitado de foguetes 9K52 Luna-M contra as cidades de Dezful e Ahvaz. Em 27 de outubro de 1982, o Iraque lançou o seu primeiro Scud-B em Dezful, matando 21 civis e ferindo 100. Os ataques com os Scuds continuaram durante os anos seguintes, intensificando acentuadamente em 1985, com mais de 100 mísseis caindo em território iraniano.
Desesperados para responder na mesma moeda, os iranianos procuraram uma fonte de armas balísticas, finalmente encontrando sucesso em 1985, quando obtiveram um pequeno número de Scud-B da Líbia. Estas armas foram atribuídas a uma unidade especial, a Khatam Al-Anbya, ligada à Pasdaran. Em 12 de março, os primeiros Scuds iranianos caíram em Bagdá e Kirkuk. Os ataques enfureceram Saddam Hussein, mas a resposta do Iraque foi limitada pelo alcance de seus Scuds, que não poderiam alcançar Teerã. Após um pedido de mísseis TR-1 Temp (SS-12 Scaleboard) ter sido recusado pelos soviéticos, o Iraque se voltou para desenvolver a sua versão de longo alcance do próprio míssil Scud, que ficou conhecido como o Al Hussein. Nesse meio tempo, ambos os lados rapidamente ficaram sem mísseis, e tiveram de contactar os seus parceiros internacionais para fornecimento. Em 1986, o Iraque ordenou 300 Scud-B da URSS, enquanto o Irã voltou-se para a Coreia do Norte para o fornecimento de mísseis e de assistência no desenvolvimento de uma indústria de mísseis iranianos.